# Ketelmeer
Le Ketelmeer est un lac de bordure du Flevoland situé entre les polders de Noordoostpolder et le Flevopolder de l'Est. Le Ketelmeer se trouve directement à l'embouchure de l'IJssel et relie celui-ci à l'IJsselmeer. Au sud il est relié au Vossemeer, à l'est au Zwarte Meer dont il est séparé par le barrage à soufflets de Ramspol. 
Il est traversé par un pont à bascule, le Ketelbrug, qui relie le Noordoostpolder et Oostelijke Flevoland et par le pont Ramspol près du barrage à soufflets.
Le sol lacustre du Ketelmeer est gravement pollué d'une couche de limon d'une épaisseur d'environ 50 cm. Le limon contient des HAP, des PCB et des ETM et se déplace lentement vers l'IJsselmeer. Pour éviter une pollution de l'IJsselmeer, un dépôt de limon, l'IJsseloog a été construit au milieu du Ketelmeer. Ce dépôt peut contenir 20 millions de m3 de limon pollué. Le fond de ce dépôt est constitué d'une épaisse couche d'argile et les digues seront habillées d'une couche anti-fuites.
Une fois l'assainissement du Ketelmeer achevé, un chenal sera creusé afin de rétablir l'accès à l'IJssel pour les navires d'un tirant d'eau de 3,50 mètres. L'argile et le sable extraits pour la création du chenal serviront à l'aménagement d'un delta d'eau douce à l'embouchure de l'IJssel, la future zone naturelle IJsselmonding.